# Øen (dokumentarfilm)
 For alternative betydninger, se Øen. (Se også artikler, som begynder med Øen)
Øen er en dansk dokumentarfilm fra 1967 instrueret af Per Larsen efter eget manuskript.

## Handling
Beskrivelse af Saltholm, der i stedet for 14 faste beboere og hjemsted for millioner af fugle m.m., måske skal omdannes til en storlufthavn.